# Орнелаш Камашу, Жайме
Жайме Орнелаш Камашу (порт. Jaime Ornelas Camacho; 28 февраля 1921, Камара-ди-Лобуш, Мадейра — 24 февраля 2016, Фуншал) — португальский государственный и политический деятель.

## Биография
Родился 28 февраля 1921 года в Камара-ди-Лобуше. 1 октября 1976 года стал первым президентом регионального правительства Мадейры, являлся членом мадейрского отделения правоцентристской Социал-демократической партии. В 1978 году был вынужден покинуть свою должность, его преемником стал Алберту Жуан Жардин, который оставался президентом регионального правительства Мадейры до 2015 года. Жайме Орнелаш Камашу скончался 24 февраля 2016 года в Фуншале.

## Награды
- Командор Ордена Заслуг (вручён 9 июня 1993 года)[4];
- Большой Крест Ордена Инфанта дона Энрике (вручён 28 июня 2001 года)[4].

## Примечание
1. ↑  Escola Industrial e Comercial do Funchal: Índice de funcionários docentes e não docentes. Дата обращения: 29 мая 2015. Архивировано из оригинала 8 апреля 2015 года.
2. ↑  Jaime de Ornelas Camacho. GeneAll. Дата обращения: 7 октября 2016. Архивировано 9 октября 2016 года.
3. ↑  Morreu o primeiro presidente do Governo Regional da Madeira (неопр.). tvi24.iol.pt. Дата обращения: 27 февраля 2016. Архивировано 25 февраля 2016 года.
4. 1 2  Cidadãos Nacionais Agraciados com Ordens Portuguesas (неопр.). Página Oficial das Ordens Honoríficas Portuguesas. Дата обращения: 13 июля 2016. Архивировано 7 октября 2020 года.